# Утакмице фудбалске репрезентације Мађарске 1980.
| Домаћин | Гост |

Фудбалска репрезентација Мађарске је током 1980. године одиграла девет званичних утакмица. Репрезентација, која је пропустила Европско првенство, ове године је играла само пријатељске утакмице. После четири победе и два ремија, крај године донео је и три пораза.
Поред ових осам утакмица репрезентација је одиграла и једну незваничну утакмицу која је ипак била такмичарског карактера. Та утакмица је била против одговарајуће селекције Чехословачке одигране у Прагу у оквиру квалификационг турнира за Летње олимпијске игре. Олимпијска репрезентација Мађарске је играла у првој квалификационој групи где су још биле рпрезентације Пољске и Чехословачке и само једна од репрезентација из сваке групе се квалификовала за фудбалски турнир на ЛОИ. Мађарска је заузела друго место иза Чехословачке и није успела да се квалификухе за турнир.
Савезни селектори националног тима у овом периоду су били:
- Карољ Лакат (544 — 545.)
- Калман Месељ (546 — 552.)[note 2]

## Утакмице
| Мађарска                 | 2 : 1 (2 : 1) | Пољска   |
| ------------------------ | ------------- | -------- |
| Фазекаш 3’ · Теречик 22’ | Извештај      | 23’ Лато |

| [[Фудбалска репрезентација Чехословачке {{{altlink2}}}\|Чехословачка]] | 3 : 2 (1 : 0) | Мађарска                                |
| ---------------------------------------------------------------------- | ------------- | --------------------------------------- |
| Јанечка 20’ · Визек 48’ · личка 78’                                    | Извештај      | 51’ Комјати · 83’ (пен) Татар 83’ (пен) |

| [[Фудбалска репрезентација Чехословачке {{{altlink2}}}\|Чехословачка]] | 1 : 0 (0 : 0) | Мађарска |
| ---------------------------------------------------------------------- | ------------- | -------- |
| Нехода 73’                                                             | Извештај      |          |

| Мађарска                    | 3 : 1 (1 : 0) | Шкотска         |
| --------------------------- | ------------- | --------------- |
| Теречик 6’ 69’ · Кереки 76’ | Извештај      | 75’ С. Арчибалд |

| Мађарска   | 1 : 1 (1 : 0) | Аустрија    |
| ---------- | ------------- | ----------- |
| Л. Киш 13’ | Извештај      | 75’ К. Јара |

| Мађарска               | 2 : 0 (0 : 0) | Шведска |
| ---------------------- | ------------- | ------- |
| Балинт 73’ · Бурча 80’ | Извештај      |         |

| Мађарска  | 1 : 4 (1 : 2) | Совјетски Савез                                                    |
| --------- | ------------- | ------------------------------------------------------------------ |
| Пастор 2’ | Извештај      | 34’ Блохин · 43’ Т. Сулаквелидзе · 82’ Л. Бурјак · 84’ С. Родјонов |

| Мађарска                | 2 : 2 (1 : 1) | Шпанија                           |
| ----------------------- | ------------- | --------------------------------- |
| Л. Киш 10’ · Бодоњи 44’ | Извештај      | 4’ Хуанито · 68’ Х. М. Сатрустеги |

| Аустрија                           | 3 : 1 (2 : 0) | Мађарска   |
| ---------------------------------- | ------------- | ---------- |
| К. Велзл 20’ · К. Кеглевич 30’ 86’ | Извештај      | 81’ Бодоњи |

| Источна Немачка              | 2 : 0 (2 : 0) | Мађарска |
| ---------------------------- | ------------- | -------- |
| М. Троха 28’ · Ј. Штрајх 32’ | Извештај      |          |

## Голгетери у 1980.
| - Андраш Комјати - Золтан Кереки - Ласло Киш |

## Извори и спољашње везе
- Dénes Tamás-Rochy Zoltán. A 700. után. Rochy és Társa. ISBN 963-04-7169-8.
- Све утакмице репрезентације Мађарске
- Репрезентација Мађарске на фудбалској бази података
- Утакмице репрезентације Мађарске (1980)
- Квалификације за ЛОИ 1980
- Олимпијске квалификационе утакмице